# Deodoro Olympic Whitewater Stadium
Das Deodoro Olympic Whitewater Stadium (portugiesisch Estádio de Canoagem Slalom) ist eine Wildwasseranlage im X-Park Deodoro in der brasilianischen Stadt Rio de Janeiro. Während den Olympischen Sommerspielen 2016 fanden hier die Wettbewerbe im Kanuslalom statt. 
Die Anlage wurde im November 2015 als erster künstlicher Wildwasserkurs des Landes eröffnet und kostete 45 Millionen US-Dollar. Das Stadion bietet 8000 Zuschauern auf einer Tribüne Platz.
Die Anlage verfügt über zwei Kanäle: einen 280 m langen Wettkampfkanal und einen 210 m langen Trainingskanal. Die Tiefe reicht von 1,80 m bis 2,40 m. Die Struktur des Wettbewerbskanals besteht aus Betonfertigteilen, was eine bessere Qualitätskontrolle des fertigen Betons ermöglicht. Der Höhenunterschied Wettkampfstrecke beträgt 4,5 Meter, was einem Gefälle von 1,8 % entspricht. Die vier für diesen Streckenabschnitt zuständigen Pumpen erreichen eine Fördermenge von insgesamt 12 m³/s. Dieses entspricht der Wildwasserkategorie III-IV. Die Strecke ist mit Beleuchtung ausgestattet. Die Kajaks können über einen Kanulift wieder zum Start transportiert werden.
Zudem gibt es ein 25.000 m³ fassendes Becken, aus dem das Wasser in die Kanäle von insgesamt 7 Pumpen hoch gepumpt wird. Dieses kann inzwischen als Schwimmbecken von der Öffentlichkeit genutzt werden.

Übersichtskarte der Anlage